# Мађарска реформаторска црква у Дебељачи
Мађарска реформаторска црква у Дебељачи, насељеном месту на територији општине Ковачица, грађена је у периоду од 1830. до 1838. године и представља непокретно културно добро као споменик културе.
Црква је зидана од 1830. до 1838. године на темељима старе цркве која је изгорела у пожару, по пројекту инжињера Шагока Аладара, а данашњи монументални облик добија 1938. године након реновирања. У унутрашњости цркве на западној страни је хор. На хору се налазе механичке оргуље из 1871. године, рад радионице Ковач Јаноша из Сегедина. Механички сат на хору је из 1909. године, рад радионице Пантелић из Земуна. Седишта су изграђена од храстовог дрвета. 

## Архитектура цркве
Црква је једнобродна грађевина, оријентисан у правцу исток-запад и слободно стојећа је на парцели. Изнад улаза има висок звоник. Спољашњи изглед и ентеријер карактеристични су за реформаторске цркве; пошто у њима нема фресака, икона и скулптура, уобичајних у црквама других вероисповести. Зидови су једноставни, бели и рељефасти. Западна фасада има трем који је фланкиран паровима стубова и стубаца са канелирима, који се налазе на високим постаментима са стопом. У троугаоном фронтону уписан је стих из Библије на мађарском језику. 
Изнад двокрилних улазних врата налази се високо надсветло. По једна ниша налази се на западној фасади лево и десно од врата. Нише су уоквирене пиластрима. У тимпанону источне фасаде налази се уписана година завршетка изградње цркве. На бочним фасадама су улази у цркву. Јужна и северна фасада разликују се по декоративној обради и рашчлањености. 
Споменик културе се налази у самом центру насеља, па има изразите амбијенталне вредности. Солидност градње, монументалност и декоративни елементи указују на просторно-архитектонске и стилске вредности од већег значаја. Специфичности које одликују реформаорске цркве дају јој квалитет реткости.